# Nazir Mankijew
Nazir Junuzowicz Mankijew ros. Назир Юнузович Манкиев (ur. 27 stycznia 1985 w Surchachi, Inguszetia) – rosyjski zapaśnik startujący w stylu klasycznym w kategorii do 55 kg, złoty medalista igrzysk olimpijskich w Pekinie. Dwukrotny brązowy medalista mistrzostw świata (2007, 2010) oraz srebrny mistrzostw Europy (2010). Mieszka w Krasnojarsku.
Pierwszy w Pucharze Świata w 2008; szósty w 2010; ósmy w 2011 i dwunasty w 2012. Brązowy medal na igrzyskach wojskowych w 2007. Mistrz Rosji w 2006, 2008 i 2009; drugi w 2005 i 2012 i trzeci w 2007 roku.